# Libbesdorf

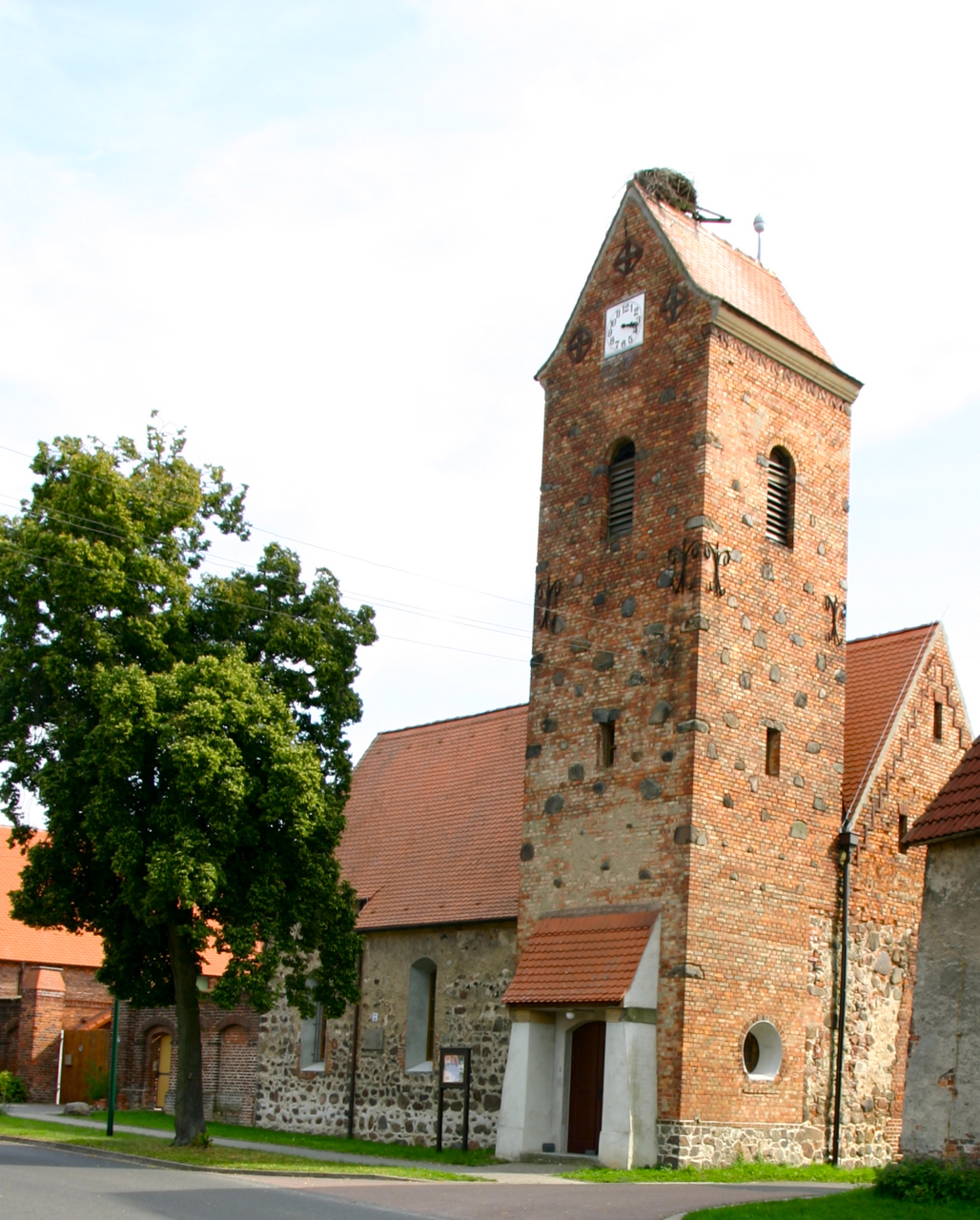
Libbesdorf (2011)

Libbesdorf là một đô thị thuộc huyện Anhalt-Bitterfeld, bang Saxony-Anhalt, Đức.